# Senyoria de Coligny
La senyoria de Coligny fou una jurisdicció feudal al Bresse, esdevinguda cèlebre per la importància d'alguns dels membres del llinatge. La capital fou Coligny fins al 1190 i va restar capital de Coligny el Nou. La senyoria, per enllaços successius s'estenia per Borgonya, el Franc Comtat, Bresse i Bugei (Bugey). La part de Borgonya fou anomenada Coligny el Vell i la resta Coligny el Nou. La divisió del feu es va produir el 1190.

## Creació de la senyoria
El primers senyors es deien Manasès. Un d'ells, Manasès I, ja apareix el 863. Un altre Manasès va ser senyor després i el 974 Manasès III apareix en una donació de les esglésies de Cabrellum (Chevreau), Marboz i Treffort a l'abadia de Gigny, per obtenir el perdó pels crims contra el clergat. El 1137 va morir el senyor Humbert I (que es titulava senyor del país de Revermont), fundador el 1131 de l'abadia de Miroir; el va seguir el seu fill Guerí (1137-1162) que va acompanyar l'emperador Conrat a Terra Santa el 1147 i va estar aliat amb Arquimbald VII senyor de Borbó i Renaud senyor de Baugé vers al final de la seva que fou cap al 1161. El següent senyor fou el seu fill Humbert II, encara titular senyor del país de Revermont, que va acompanyar a Terra Santa al duc Robert de Borgonya el 1171; el 1180 Humbert de Thoir es va casar amb Alix i va rebre en dot les terres de Cerdon; va morir el 1190 i les terres es van dividir.

## Divisió de la senyoria
Hug va rebre Coligny el Nou; el va seguir Guillem I; ambdós feren donacions al clergue i als establiments religiosos de Bresse i Bugei. Va passar a la família de La Tour i el 1285 el Delfí del Vienès, sobirà feudal, el va cedir al ducat de Borgonya a canvi de la renúncia al Delfinat. Abraçava Coligny el Nou, Treffort, Marboz i altres llocs a Revermont. Robert de Borgonya va cedir la senyoria a Amé IV de Savoia el 1289 menys Cuiseaux. La ciutat va rebre una carta de franquícia l'abril d'aquell mateix any, per la qual s'acordaven les llibertats, s'abolia l'obligació d'acomplir tasques no pagades i s'instauraven nous impostos.
Andelot va passar al seu fill Humbert III que va morir vers 1211. Després apareix en mans d'Amé II senyor de Chevreux. Manasès, germà d'Amé II, va donar a l'orde del temple de Montagnat les viles de Broissiat, Eperignat (llogaret de Montfleur) i Sainte Fontaine (La Balme d'Epy) el 1227. Andelot fou el centre de la senyoria de Coligny el Vell que formaven diversos castells i dos feus a la Bresse (Goubey i Champel). Chevreaux es va convertir en senyoriu independent (senyoria de Chevreau) i devia passar al fill Hug, però pertanyia vers el 1246 a Amé II que era també senyor d'Andelot (probablement va governar de 1211 a 1256), i vers el 1270 Chevroux era de Guillem I de Coligny, que només va deixar una filla, Margarida, casada amb Guiu senyor de Montluel, unint-se ambdues senyories, mentre Andelot havia passat a una altra branca 
A Andelot apareix com a senyor Esteve I senyor de Jasseron, que va anar a la guerra amb el duc Robert de Borgonya (1284) per la successió del Delfinat del Vienès, del que s'havia apoderat el senyor de La Tour casant amb l'hereva; feia testament el 1318 i va morir poc després. Beraud de Coligny, el seu fill, fou lloctinent al comtat de Borgonya vers 1345, i senyor de Cressia i Beaupont, morint passat el 1351; el germà gran Joan I, destinat a ser el següent senyor d'Andelot, va morir abans que el pare i va ocupar el seu lloc el seu fill Esteve II, senyor d'Andelot, Beaupont i Cressia que vivia vers 1331; es va casar amb Elionor de Thoire-Villars que li va aportar algunes castellanies en dot. El seu fill Joan II va ajudar al comte de Savoia en la guerra contra la gent de Valais pel restabliment del Bisbe de Sion i va prometre una capella si obtenia un dret de cacera a Fougemagne i després no ho va complir i al tenir el fill una malaltia, la seva dona la va construir; vers 1343 la pesta va afectar la senyoria i va morir un terç de la població; vivia encara vers 1387. El seu fill Jaume I anomenat Jacquemar, va rebre les senyories i va seguir al comte de Nevers en un viatge a Hongria participant en la batalla de Nicòpolis el 1396, i el 1415 va acompanyar a l'Emperador Segimon en el seu viatge a París i va repetir el 1420 amb el duc de Borgonya (que anava a demanar justícia per la mort del seu pare Joan de Borgonya); encara era viu i feia testament el 1434. El va succeir Guillem II.
El 1437, per matrimoni, els Coligny van adquirir la senyoria de Châtillon (Châtillon-sur-Loing, coneguda per Châtillon Coligny), a la Xampanya. Châtillon havia estat destruïda durant la guerra dels cents anys pels anglesos de Robert Knolles. Lluís de Melun la va donar per reconstruir a Nicolau Bracque, el 1376. Els successors de Braque la van governar tres generacions; la besneta Caterina Lourdin de Saligny es va casar amb Guillem II de Coligny que va esdevenir també senyor de Châtillon.

## Comtat de Saligny
Guillem fou un dels senyors que el 1430 va ajudar a Lluís de Châlons, príncep d'Aurenja, després del setge de Colombert i de la batalla d'Anthon on el príncep fou desfet, i fou un dels 200 senyors que van sortir garants davant el rei de França pel duc de Savoia, en l'execució del Tractat de pau entre ambdós de 1455. El 1457 els dominis es van repartir per decisió de Guillem, que en va conservar l'usdefruit fins a la seva mort el 1464.
Joan III va heretar les senyories de Coligny, d'Andelot i de Beaupont el 1457, i Jaume, dit Lourdin, les de Châtillon i Saligny, és a dir les senyories de la mare, en virtut de testament (fet l'11 de juny de 1441); Jaume fou partidari de Carles duc de Borgonya en la guerra de la Lliga del Bé Públic contra Lluís XI de França i fou fet presoner a la batalla de Montlhéry el 1465 i més tard en un altre combat a Borgonya el 1475. Jaume va morir en data no coneguda (sembla que era ja vell i pels tombs del 1510 però el 1464 el seu germà i hereu ja es va establir a Châtillon). Joan III va heretar totes les senyories de Jaume menys Saligny perquè era condició portar el nom, i així aquesta va passar al fill de Jaume, Renaud Lourdin mort el 1557, i després al fill de Renaud, Marc mort el 1597, després al seu fill Gaspar I mort el 1629 que fou Lloctinent general del rei al Borbonès; el seu fill Gaspar II fou comte de Saligny, capità lloctinent de la companyia de gendarmes del rei, mariscal, governador d'Autun i batlle del Charolès, i pacificador de la revoltada Normandia (1640) que fou el darrer a portar el títol, el qual ja no tenia el seu fill i famós militar Joan Comte; el fill d'aquest Gaspà Alexandre va morir i l'herència va recaure en sa germana Maria, marquesa de Mailly-Nesle, que també va morir i finalment va heretar els darrers béns (Castell de Motte-Saint-Jean) l'altra germana Lluïsa Alexandrina de Coligny.
Joan III fou el pare de Gaspar I, successor el 1480, que va guanyar a la batalla de Marignano el títol de mariscal de França. Gerard va tenir quatre fills de Lluïsa de Montmorency, i tres d'ells van jugar un important paper històric: Odet fou cardenal amb només 16 anys; Gaspar II (nascut el 16 de febrer de 1517), senyor de Châtillon i Coligny (més tard comte) i almirall de França fou la figura més destacada, però el rei d'Espanya li va prendre uns anys (1564) després Coligny el vell, que era un feu dels dominis borgonyons del rei d'Espanya; Francesc fou senyor d'Andelot; i el quart, Adel, fou un dels signataris junt amb Gaspà II del tractat d'Hamptoncourt (30 de setembre de 1562) pel que els hugonots van cedir El Havre, Dieppe i Rouen per 14.000 escuts d'or. Van encapçalar totes les forces de la reforma religiosa, i els anomenats hugonots. L'assassinat de Gaspar per ordre de Caterina de Mèdici en les matances de la nit de Sant Bartomeu el 4 d'agost de 1572, va donar inici a una altra guerra religiosa. Lluïsa de Coligny filla de l'almirall (morta el 1620) es va casar amb el príncep Guillem d'Aurenja, de la família que després foren reis d'Anglaterra. El 1564 el rei d'Espanya li va confiscar Coligny el vell però al mateix any el duc de Savoia va reconèixer els drets de la família de Gaspar II sobre Coligny i Coligny fou elevat a comtat i Gaspar II en fou comte.

## Reunificació
A la mort de Gaspar II el va succeir el seu fill Francesc que va morir a Châtillon el 1591. El seu fill Gaspar III, mariscal de França, va reunir altre cop el 1591 els dos Coligny que van quedar unides en una ciutat el 1623; el 1643 fou nomenat duc de Châtillon i va morir el 1646; el seu fill Maurici, comte de Coligny per delegació paterna, morí a Vincennes el 23 de maig de 1644 en un duel amb el duc de Guisa; el seu germà Gaspar IV fou el successor (1646), i el 1648 va ser recreat duc per manca de registre del nomenament de 1643; va morir el 19 de desembre de 1649 al Castell de Vincennes i va deixar només un fill Alexandre Gaspà, duc fins a la seva mort el 23 d'octubre de 1657.
Elisabet Isabel Angelica de Montmorency-Bouteville duquessa de Châtillon, viuda de Gaspar IV de Coligny, fou una dama molt coneguda a la cort de Lluís XIV; va morir el 24 de gener de 1695 i com que no tenia hereus va deixar el ducat i la senyoria al seu nebot Pau Segimon de Montmorency Luxemburg (família que el va posseir fins a la revolució). Un dels darrers senyors de la vila Coligny fou Carles Leopold de Sandersleben que la va comprar a mitjan segle xviii i va morir allí el 7 d'octubre de 1768. El ducat fou suprimit el 1789.

## Llista de senyors i comtes de Coligny i senyors i ducs de Châtillon
- Manasès I vers 863
- Manasès II vers 900
- Manasès III vers 974
- Humbert I ?-1137
- Guerí 1137-1161
- Humbert II 1161- 1190
- Hug 1190-1205
- Guillem 1205-?
- Humbert III 1190-1211
- Amé II 1211-1256
- Manasès IV vers 1227
- Guillem I vers 1270
- Amede II vers 1250
- Esteve I 1256-1318
- Joan I (mort abans de 1318)
- Beraud 1318-1355
- Esteve II 1318-després de 1331
- Joan II vers 1350-1387
- Jaume Jacquemar 1387-1434
- Guillem II 1434-1464
- Joan III 1464-1480
- Gaspard I 1480-1522
- Gaspard II 1522-1572 (primer comte de Coligny)
- Francesc 1572-1591
- Gaspard III 1591-1646 (primer duc de Châtillon)
- Maurici abans de 1644 (associat)
- Gaspard IV 1646-1649
- Alexandre Gaspà 1649-1656
- Elisabet Isabel Angelica de Montmorency-Bouteville 1656-1695
- Pau Segimon de Montmorency Luxemburg 1695-1731
- Carles Pau Segimon (fill) 1731-1785
- Carles Anne Segimon (fill, mort el 1777)
- Anne Carles Segimond (fill) 1785-1789